# Hastings Lionel Ismay
Hastings Lionel Ismay, první baron Ismay (21. června 1887 – 17. prosince 1965) byl člen britské Státní rady,[zdroj⁠?!] britský voják a diplomat.
Vstoupil do Indické armády a v průběhu první světové války bojoval v Somalilandu. Během druhé světové války byl Churchillův šéf kanceláře. Pensionován v roce 1946. Poté sloužil jako šéf kanceláře lorda Mountbattena v Barmě, následně místokrále Indie. V roce 1951 se stal ministrem pro vztahy s členy Commonwealthu a v roce 1952 se stal prvním generálním tajemníkem Severoatlantické aliance. Tento post si udržel až do roku 1957.
V lednu 1947 byl povýšen do šlechtického stavu jako baron Ismay z Wormingtonu v kraji Gloucester. Baron Ismay zemřel bez mužského dědice, tudíž po jeho smrti titul zanikl. Se svou manželkou Laurou Kathleen Cleggovou měl pouze dcery Sarah (1928) a Susan (1929).
Winston Churchill i Louis Mountbatten ho také znali pod přezdívkou „Pug“.

## Biografie
- Narozen 21. června 1887 v Naini Tal, Indie
- Vystudoval na škole Charterhouse a Královské vojenské škole v Sandhurstu
- Do armády přijat v roce 1905
- v r. 1907 vstoupil do indické armády, 21. Kavalerie (pohraniční fronta)
- 1914-1920 boje v Somálsku
- Vojenská škola, Kvéta, Indie, 1922
- Vojenské velitelství indické armády, 1923
- Vojenská škola RAF, Andover, 1924
- Vojenské velitelství indické armády, 1925
- Asisten tajemníka Výboru imperiální obrany, 1926-1930
- Vojenský tajemník u Freemana Freeman-Thomase, prvního Earla Willingdonu, později místokrále Indie, 1931-1933
- Štábní generálmajor, důstojník první třídy, Válečná kancelář, 1933-1936
- Zástupce tajemníka Výboru imperiální obrany, 1936-1938
- Tajemník Výboru imperiální obrany, 1938
- Šéf kabinetu Ministra obrany a zároveň zástupce tajemníka Ministerstva války, 1940-1945
- Tajemník Ministerstva války, 1945
- Získává titul Baron Ismay of Wormington, 1947
- Šéf kabinetu Louise Mountbattena, prvního hraběte z Barmy, později místokrále Indie, 1947
- Ministr pro vztahy s členy Commonwealthu, 1951-1952
- První Generální tajemník Severoatlantické aliance (NATO), 1952-1957
- Vícepředseda Severoatlantické rady (NAC), 1952-1956
- Předseda Severoatlantické rady (NAC), 1956-1957
- Zemřel 17. prosince 1965

## Literární díla
Autobiografie The memoirs of General the Lord Ismay (Heinemann, Londýn, 1960)